# Múscul tensor del vel del paladar
El múscul tensor del vel del paladar (musculus tensor veli palatini) o múscul peristafilí extern, és un múscul situat a la paret posterior de la cavitat oral.
S'origina en l'espina de l'esfenoide, a la base de la làmina pterigoidal mitjana i a la paret medial del cartílag de la trompa d'Eustaqui. D'aquí es dirigeix cap avall per envoltar el hamulus de l'esfenoide, i dirigir-se ja com a tendó en forma de ventall, que s'insereix en la part anterior i mitjana de l'aponeurosi palatina.
Està innervat pel nervi cranial V (nervi trigemin) a través del nervi mandibular.
Posa en tensió el vel del paladar i el deprimeix lleugerament. Intervé en l'obertura de la trompa d'Eustaqui.

## Imatges

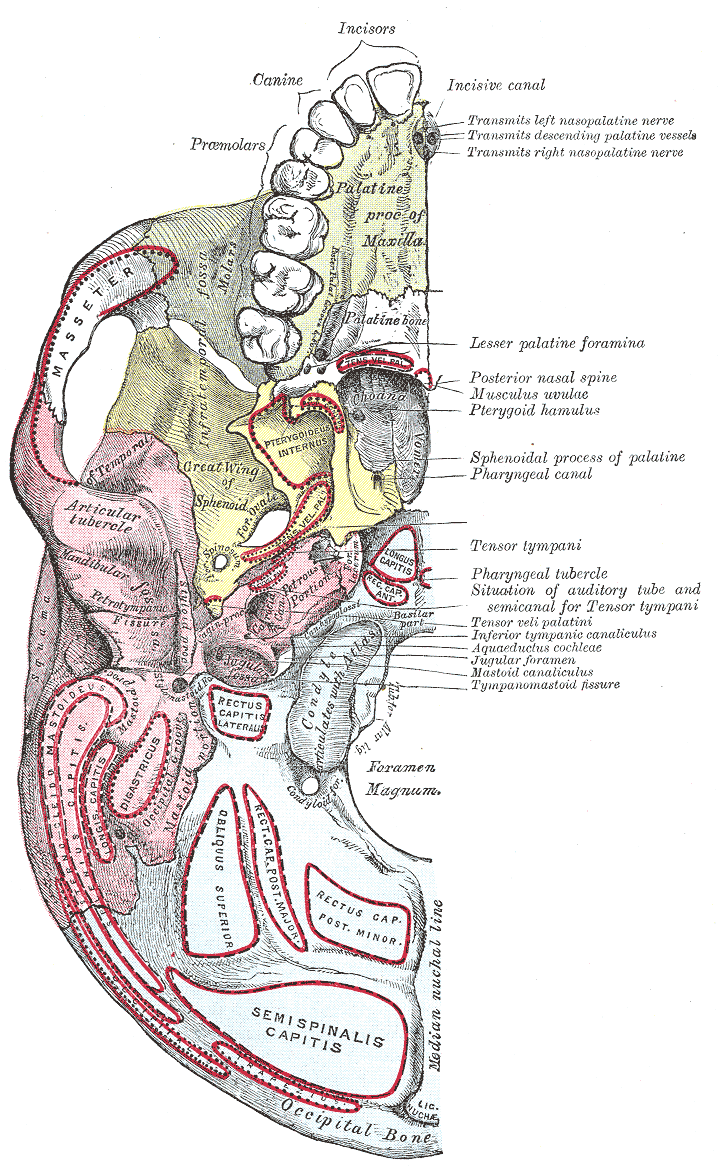
Base del crani. Superfície inferior.
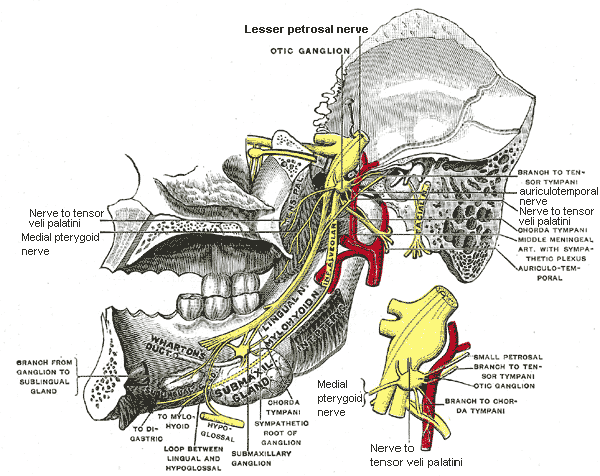
Divisió mandibular del nervi trigemin.